# تام و جری
تام و جری (به انگلیسی: Tom and Jerry) یک پویانمایی فرنچایز رسانه‌ای آمریکایی و مجموعه‌ای از فیلم‌های کوتاه کمدی است که توسط ویلیام هانا و جوزف باربرا ساخته شده است که بیشتر به خاطر ۱۶۱ فیلم کوتاه تئاتری‌اش توسط مترو گلدوین میر شناخته می‌شود، این مجموعه بر دشمنی بین شخصیت‌های اصلی، گربه‌ای به نام تام و موشی به نام جری تمرکز دارد. بسیاری از فیلم‌های کوتاه چندین شخصیت‌های تکرارشونده را نیز دارند.
در دوران اصلی پخش، هانا و باربرا از سال ۱۹۴۰ تا ۱۹۵۸ تعداد ۱۱۴ کارتون کوتاه تام و جری را برای ام‌جی‌ام تولید کردند. در این مدت، آنها هفت جایزه اسکار برای بهترین پویانمایی کوتاه را دریافت کردند و با سمفونی احمقانه والت دیزنی در کسب این جوایز، در صدر قرار گرفتند. پس از بسته شدن استودیوی کارتون ام‌جی‌ام در سال ۱۹۵۷، ام‌جی‌ام این مجموعه را با کارگردانی جین دایچ با تولید ۱۳ کارتون کوتاه اضافی تام و جری برای رمبرانت فیلمز در سال‌های ۱۹۶۱ تا ۱۹۶۲ احیا کرد. تام و جری به عنوان پرفروش‌ترین سری کارتون‌های کوتاه پویانمایی در آن زمان شناخته شد و لونی تونز را پشت سر گذاشت. چاک جونز همچنین بین سال‌های ۱۹۶۳ تا ۱۹۶۷، ۳۴ کارتون دیگر با همکاری تولیدات سیب تاور ۱۲ تولید کرد. از سال ۲۰۰۱ تاکنون، پنج کارتون کوتاه دیگر نیز تولید شده است که تعداد کل کارتون‌ها را به ۱۶۶ می‌رساند.
تعدادی از اسپین‌آف‌ها نیز ساخته شده است، از جمله مجموعه تلویزیونی نمایش تام و جری (۱۹۷۵)، نمایش کمدی تام و جری (۱۹۸۰–۱۹۸۲)، بچه‌های تام و جری (۱۹۹۰–۱۹۹۳)، ماجراهای تام و جری (۲۰۰۶–۲۰۰۸) و دوباره نمایش تام و جری (۲۰۱۴–۲۰۲۱). در سال ۱۹۹۲، اولین فیلم بلند بر اساس این مجموعه، تام و جری: فیلم سینمایی منتشر شد. از سال ۲۰۰۲، ۱۳ فیلم مستقیم به ویدئو نیز تولید شده است. در سال ۲۰۲۱، یک فیلم پویانمایی هیبرید/لایو اکشن منتشر شد. در سال ۲۰۱۹، یک اقتباس موزیکال از این مجموعه با عنوان تام و جری: شانس گربه‌ای برای خواب در ژاپن نمایش داده شد تا به تعطیلات ۸۰ سالگی تام و جری پیش‌رو اشاره کند.

## داستان
این مجموعه نبردهای کمدی بین مجموعه‌ای نمادین از دشمنان، یک گربه خانگی (تام) و یک موش خانگی (جری) را به تصویر می‌کشد. داستان‌های بسیاری از قسمت‌ها معمولاً در پس‌زمینه یک خانه رخ می‌دهد و بر روی تلاش‌های تام (که اغلب توسط یک انسان مأمور می‌شود) برای گرفتن جری متمرکز است، و هرج و مرج و تخریبی که پس از آن به وجود می‌آید. تام به ندرت در به دام انداختن جری موفق می‌شود، عمدتاً به دلیل هوش، مهارت‌های فریبنده و شانس جری. با این حال، در چندین مورد، آنها دوستی واقعی و نگرانی نسبت به سلامت یکدیگر را نشان داده‌اند. در مواقعی دیگر، این دو رقابت خود را کنار می‌گذارند تا به هدف مشترکی بپردازند، مانند زمانی که یک بچه از زیر نظر یک پرستار بی‌مسئولیت فرار می‌کند و باعث می‌شود تام و جری بچه را دنبال کرده و از خطر دور نگه دارند، در فیلم کوتاه دوست‌های مشغول و نگهبان بچه‌ها به ترتیب. با وجود حملات بی‌پایان آنها به یکدیگر، هر بار که واقعاً در خطر بوده‌اند، جان یکدیگر را نجات داده‌اند، به جز در دو موشکته که پایان غیرمعمولی غم‌انگیز دارد و گربه آبی غمگین که در آن هر دو در انتها بر روی ریل قطار می‌نشینند پس از اینکه از سوی دوست دخترهایشان رها شده‌اند. کارتون با صدای سوت یک قطار بخار در حال آمدن تاریک می‌شود.
این کارتون‌ها به خاطر برخی از خشن‌ترین شوخی‌های کمدی که تاکنون در انیمیشن‌های تئاتری طراحی شده‌اند، شناخته شده‌اند: تام ممکن است از تبر، چکش، سلاح‌های آتشین، ترقه، مواد منفجره، تله‌ها و سم برای کشتن جری استفاده کند. روش‌های جری برای انتقام‌گیری بسیار وخیم‌تر هستند و شامل موفقیت‌های مکرر می‌شوند، از جمله برش دادن تام به دو نیم، قطع کردن سر او، گیر انداختن سر یا انگشتانش در یک پنجره یا در، قایم کردن دم تام در یک اتو وافل یا چلانگر، لگد زدن به او و انداختن در یخچال، برق‌گرفتن او، کوبیدن او با یک گرز یا کوبه (ابزار)، اجازه دادن به یک درخت یا تیر برق که او را به زمین بکوبد، فرو کردن چوب کبریت در پاهای او و روشن کردن آنها، بستن او به یک آتش‌بازی و روشن کردن آن، و غیره. در حالی که تام و جری اغلب به خاطر خشونت زیاد مورد انتقاد قرار گرفته است، در هیچ صحنه‌ای خون یا گوشت وجود ندارد.
موسیقی نقش بسیار مهمی در این کارتون‌ها ایفا می‌کند و به تأکید بر عمل، پر کردن جای افکت‌های صوتی سنتی و اضافه کردن احساس به صحنه‌ها کمک می‌کند. کارگردان موسیقی، اسکات بردلی، موسیقی‌های فیلم پیچیده‌ای را خلق کرد که عناصری از جاز، کلاسیک و موسیقی پاپ را ترکیب می‌کرد. بردلی اغلب از آهنگ‌های پاپ معاصر و آهنگ‌هایی از فیلم‌های دیگر استفاده می‌کرد، از جمله فیلم‌های ام‌جی‌ام مانند جادوگر شهر از و مرا در سنت لوئیس ملاقات کن، که هر دو بازیگر اصلی آنها جودی گارلند بود.
اگرچه تام و جری تقریباً هرگز صحبت نمی‌کنند، این کارتون‌ها همچنین معمولاً دیالوگ‌هایی از سایر شخصیت‌ها دارند. شخصیت‌های فرعی به این محدودیت دچار نیستند و دو شخصیت اصلی تنها در موارد نادری به زبان انگلیسی صحبت می‌کنند. به‌عنوان مثال، شخصیت مامی تو شوز تقریباً در هر کارتون که در آن ظاهر می‌شود، دیالوگ دارد. بیشتر افکت‌های صوتی مورد استفاده برای تام و جری شامل خنده‌های زیر و جیغ‌های هیجان‌انگیز آنها است.

## تاریخچه

### پیدایش
تا پیش از ایده تام و جری، شخصیت‌های موفق دیگری چون میکی‌ ماوس (والت دیزنی) و پورکی پیگ (لونی تونز) وجود داشتند و مترو گلدوین مایر به دنبال ایده‌ای برای جبران عقب افتادگی خود از آنها بود. در آن هنگام، ویلیام هانا و جوزف باربرا (دو جوان زیر ۳۰ سال) در بخش پویانمایی شرکت مترو گلدوین مایر، کار می‌کردند. تا آن دوره، مفهوم ساده درگیری موش و گربه بارها تکرار شده بود اما آن دو توانستند این ایده را به گونه‌ای زیبا و مردم‌پسند ارائه کنند.
در آغاز، نام گربه «جَسپِر» و نام موش «جینکس» بود. امکان صدا گذاشتن برای شخصیت‌ها وجود داشت اما چون در آن هنگام فیلمهای کمدی صامت مانند فیلمهای چارلی چاپلین خیلی محبوب بودند و بنابرین هانا و باربرا تصمیم گرفتند که تام و جری، بی‌کلام باشند. صدای جیغ تام، صدای ویلیام هانا است.
نخستین قسمت تام و جری به نام «Puss Gets the Boot» در ۱۰ فوریه ۱۹۴۰ پخش شد. هانا و باربرا امید زیادی برای موفقیت آن نداشتند. اما هنگامی‌که که یکی از مدیران زن سینمایی آمریکا به نام «Bessa Short» در نامه‌ای از تگزاس از آن‌ها تاریخ پخش قسمت بعدی تام و جری را می‌پرسد هانا و باربرا برای ساخت قسمت‌های بعدی، انگیزه پیدا می‌کنند.

### نخستین سری
نخستین سری قسمت‌های تام و جری بین سال‌های ۱۹۴۰ تا ۱۹۵۸ در ۱۱۴ قسمت ساخته شد. چون ساخت هر قسمت چند هفته طول می‌کشید و نزدیک به ۵۰٬۰۰۰ دلار آمریکا هزینه داشت شمار قسمت‌های ساخته شده در هر سال، انگشت‌شمار بودند. این سری، بهترین مجموعه کارهای تام و جری در جهان هستند.

### تعطیلی بخش پویانمایی مترو گلدوین مایر
در میانه دهه ۱۹۵۰ (میلادی) فرد کوئیمبی، تهیه‌کننده مترو گلدوین مایر بازنشسته شد و مترو گلدوین مایر در سال ۱۹۵۷ (میلادی) بودجه بخش پویانمایی شرکت را قطع کرد؛ زیرا مدیران مترو گلدوین مایر، گسترش استفاده مردم از تلویزیون به جای سالن سینما را تهدید می‌دیدند و به این نتیجه رسیده بودند که به جای ساختن قسمت‌های تازه، تا جای ممکن از پخش قسمت‌های پیشین درآمد به دست آورند. با بسته شدن بخش پویانمایی مترو گلدوین مایر، هانا و باربرا شرکت خودشان را راه انداختند.

### استودیو پراگ
در آغاز دهه ۱۹۶۰ مترو گلدوین مایر تصمیم گرفت ساخت تام و جری را بدون هانا و باربرا از سر بگیرد. در سال‌های ۱۹۶۱ (میلادی) و ۱۹۶۲ (میلادی) برای صرفه‌جویی در هزینه‌ها، یک استودیو در پراگ (چکسلواکی) راه‌اندازی شد. برای جلوگیری از سوءتفاهم ارتباط مترو گلدوین مایر با کمونیسم، در میان‌نویس پویانمایی‌ها نام پویانما ها از چکی به آمریکایی تغییر داده شدند. در این استودیو ۱۳ قسمت به کارگردانی جین دایچ ساخته شدند که بدترین اپیزودهای ساخته شده تام و جری‌ به شمار می‌روند. مشکل و کمبود بودجه و نیروی انسانی، و هچنین ناآشنایی پویانماها از نمونه اصلی تام و جری بود؛ بنابراین ادامه کار در دهه ۱۹۶۰ به چاک جونز سپرده شد.

### دهه ۱۹۷۰
در دهه ۱۹۷۰ ساخت تام و جری دوباره به هانا و باربرا سپرده شد. در قسمت‌های ساخت این دوره، تام و جری رفیق یکدیگر بودند. علت این رفاقت این بود که دیگران از خشونت زیاد قسمت‌های نخستین انتقاد می‌کردند و همچنین دستورالعمل تازه‌ای برای ساخت قسمت‌های تازه در نظر گرفته شد. اما رفاقت تام و جری باعث شد این سری، هرگز به اندازه قسمت‌های اصلی موفق نباشد.

### سال ۲۰۰۵
در سال ۲۰۰۵ میلادی جوزف باربرا برای آخرین‌بار یک قسمت کوتاه تام و جری ساخت که نخستین تام و جری او بدون ویلیام هانا بود؛ چون ویلیام هانا در سال ۲۰۰۱ میلادی از دنیا رفت

## حواشی
یکی از شخصیت‌های تام و جری به نام «مامی تو شوز» خدمتکار سیاه‌پوستی با لهجه غلیظ ایالت‌های جنوبی آمریکا است که معمولاً از کمر به پایین دیده می‌شود. وجود کفش‌های مامی، توهین‌آمیز و نژادپرستانه انگاشته می‌شود. همچنین در برخی قسمت‌ها کسان یا موقعیت‌هایی هستند که صورت آنها به رنگ سیاه است.
در هنگام بازپخش برخی قسمت‌های نخستین تام و جری در دهه ۱۹۶۰ از تلویزیون آمریکا، شخصیت «مامی تو شوز» در تدوین با شخصیت‌های تازه‌ای توسط تیم جونز جایگزین شد. امروزه قسمت‌هایی که بیشتر از همه توهین‌آمیز دانسته می‌شوند بازپخش نمی‌شوند. از سال ۲۰۱۴ آمازون پرایم پیش از پخش تام و جری، هشدار «تعصب نژادی» نشان می‌دهد.

## شخصیت‌ها
| شخصیت       | صداپیشه                          | توضیح                                              |
| ----------- | -------------------------------- | -------------------------------------------------- |
| تام گربه    | بیلی بلچر                        | شخصیت اصلی و دشمن جری                              |
| جری (موش)   | سارا برنر                        | شخصیت اصلی و دشمن تام                              |
| اسپایک      | بیلی بلچر                        | یک سگ بولداگ که دوست جری است.                      |
| مامی تو شوز | لیلیان رندولف                    | صاحب تام                                           |
| باچ         | داز باتلر                        | گربه ای سیاه رنگ که گاهی دوست و گاهی دشمن تام است. |
| کوییکِر      | رد کافی                          | اردکی کوچولو و دوست جری                            |
| توفی        | فرانکوییس بورن-کاتن و لوسیل بلیس | دختر عمو جری                                       |
| گربه دختر   | سارا برنر                        | معشوقه تام                                         |
| مامان اردک  | رد کافی                          | مادر کوییکِر                                        |
| هِنری        | رد کافی                          | پدر کوییکر                                         |

## حق تکثیر
امروز حق تکثیر تام و جری در اختیار شرکت برادران وارنر است.

## در جهان
از آنجایی که تام و جری دیالوگ زیادی نداشت به راحتی در کشورهای گوناگون پخش می‌شود.
پخش تام و جری از سال ۱۹۶۵ در ژاپن آغاز شد. یک نظرسنجی ملی در سال ۲۰۰۵ که توسط تی‌وی آساهی از گروه‌های سنی نوجوانان تا بالغ‌های ۶۰ ساله انجام شد به تام و جری رتبه ۸۵ام فهرست ۱۰۰ پویانمایی برتر همه سال‌ها را داد.
در سال ۲۰۱۵ (میلادی) در یک نظرسنجی، تام و جری به عنوان محبوب‌ترین کارتون بزرگسالان بریتانیا برگزیده شد.
یک از بازی‌های ویدئویی تام و جری در چین بیش از ۱۰۰ میلیون کاربر دارد.
در سال ۲۰۱۶ (میلادی) مقام‌های ارشد مصر تلاش کردند تام و جری را دلیل افزایش خشونت در خاور میانه معرفی کنند.
سید علی خامنه‌ای رهبر انقلاب اسلامی ایران دستکم دو بار از این پویانمایی برای توصیف روابط ایران و ایالات متحده آمریکا استفاده کرده‌است.

## جوایز
پیش از تام و جری، مجموعه پویانمایی‌های سمفونی احمقانه توانسته بود هفت بار جایزه اسکار را از آن خود کند.
- جایزه اسکار بهترین پویانمایی کوتاه (۱۹۴۳، ۱۹۴۴، ۱۹۴۵، ۱۹۴۶، ۱۹۴۸، ۱۹۵۲، ۱۹۵۳)